# أتيلا كون
أتيلا كون (بالرومانية: Attila Kun)‏ (9 مارس 1949 بأوراديا - ) هو مدرب كرة قدم ولاعب كرة قدم روماني في مركز الهجوم. لعب مع بيهور أوراديا ويو تي أي أراد.

## وصلات خارجية
- أتيلا كون على موقع قاعدة بيانات كرة القدم.إي يو (الإنجليزية)
- أتيلا كون على موقع ناشيونال فوتبول تيمز (الإنجليزية)